# Chalain-d'Uzore
 Chalain-d'Uzore  es una localidad y comuna de Francia, en la región de Auvernia-Ródano-Alpes, departamento de Loira, en el distrito y cantón de Montbrison.
Su población en el censo de 1999 era de 443 habitantes.
Está integrada en la Communauté d'agglomération Loire-Forez.

## Demografía
| 234 | 233 | 263 | 337 | 375 | 443 |
| Para los censos de 1962 a 1999 la población legal corresponde a la población sin duplicidades (Fuente: INSEE [Consultar]) |     |     |     |     |     |